# 巴西沃特氏陶鯰
巴西沃特氏陶鯰，為輻鰭魚綱鯰形目陶樂鯰科沃特氏陶鯰屬的其中一種，為熱帶淡水魚，分布於南美洲巴西热基蒂尼奥尼亚河（Jequitinhonha）流域，體長可達30公分，棲息在底層水域，生活習性不明。
其种加词“maculata”意为“有斑点的”。